# لوئی دوپری
پروفسور لویی دوپری (به انگلیسی: Louis Dupree) (زاده ۲۳ اوت ۱۹۲۵ - درگذشته ۲۱ مارس ۱۹۸۹) (۱۳۰۴ تا ۱ فروردین ۱۳۶۸) باستان‌شناس آمریکایی و پژوهشگر فرهنگ و تاریخ افغانستان بود. وی همسر نانسی هاتچ دوپری، مدیر هیئت مرکز پژوهش‌های افغانستان در دانشگاه کابل در افغانستان و مؤلف پنج کتاب دربارهٔ افغانستان بود. لویی و همسرش نانسی در طی اقامت پانزده ساله در کابل آثار زیادی دربارهٔ افغانستان گردآوری کردند. آنها از سال ۱۹۶۲ تا آوریل ۱۹۷۸ زمان کودتای حزب کمونیستی خلق افغانستان به منظور کاوش‌های باستان‌شناسی به گوشه و کنار افغانستان سفر کردند.

## زندگی و فعالیت
دوپری در ۲۳ آگوست ۱۹۲۵ در گرین ویل، کارولینای شمالی به دنیا آمد. او دبیرستان گرینویل را در حدود سال ۱۹۴۳ بدون فارغ التحصیلی ترک کرد تا در جنگ جهانی دوم خدمت کند. او به نیروی دریایی ایالات متحده پیوست و در فیلیپین مستقر شد. در پایان جنگ تصمیم گرفت به لشکر ۱۱ هوابرد ارتش ایالات متحده منتقل شود. هنگامی که جنگ جهانی دوم به پایان رسید، او مطالعات باستان شناسی و قوم شناسی آسیایی را در دانشگاه هاروارد آغاز کرد. پس از دریافت مدارک لیسانس، کارشناسی ارشد و دکترا، او قصد داشت برای اهداف تحقیقاتی دوباره از فیلیپین بازدید کند، اما دولت فیلیپین درخواست وی را رد کرد. در عوض، او در سال ۱۹۴۹ (۱۳۲۸) برای پیوستن به یک بررسی باستان‌شناسی در افغانستان دعوت شد.
دوپری در طول دوران حرفه ای خود به عنوان مشاور چندین دولت از جمله دولت های آلمان غربی، فرانسه، دانمارک، سوئد و بریتانیای کبیر خدمت کرد. او با وزارت امور خارجه و سازمان ملل متحد مشورت کرد. او به عنوان یکی از افراد وابسته به ستاد میدانی دانشگاه های آمریکا (AUFS)، کارشناس آنها در امور افغانستان و پاکستان بود.
او و همسرش اغلب در حال رانندگی در یک کامیون چهار چرخ لندرور در شهرهای افغانستان دیده می شدند. پس از انقلاب ثور در آوریل ۱۹۷۸ در افغانستان، دوپری دستگیر و از کشور اخراج شد. او به ایالات متحده بازگشت اما اغلب برای نظارت بر جنگ شوروی-افغانستان از پاکستان همسایه دیدن می کرد. او با نیروهای مجاهدی که با دولت افغانستان تحت حمایت شوروی می جنگیدند، کار کرده است. او مدتی را در پیشاور پاکستان گذراند و به همراه همسرش به پناهندگان افغان کمک کرد. وی قبلاً به عنوان محقق فولبرایت و مشاور سفیر ایالات متحده در پاکستان در امور افغانستان، در پاکستان اقامت داشته است.

## آثارلویی
- افغانستان (۱۹۷۳)
- راهنمای تاریخ افغانستان (An Historical Guide to Afghanistan) (۱۹۷۲)
- راهنمای تاریخ کابل (An Historical Guide to Kabul)
- راهنمای موزیم ملی (A Guide to the National Museum)